# 12431 Webster
12431 Webster è un asteroide della fascia principale. Scoperto nel 1995, presenta un'orbita caratterizzata da un semiasse maggiore pari a 2,5551539 UA e da un'eccentricità di 0,0845339, inclinata di 15,64771° rispetto all'eclittica.